# Dialecto traciano
El dialecto traciano es un dialecto del idioma búlgaro, perteneciente al grupo de dialectos Rup o del sudeste de Bulgaria. El uso actual incluye las regiones de Haskovo, Parvomay, Elhovo, Harmanli, Svilengrad, Topolovgrad e Ivaylovgrad. En el pasado el dialecto se habló en un territorio mucho más amplio, incluyendo Tracia oriental y Tracia occidental, hoy bajo dominio turco y griego respectivamente. Luego de la guerra de los Balcanes, la población de esas regiones fue obligada a emigrar a Bulgaria, estableciéndose mayormente en Burgas, Haskovo, Yambol y Plovdiv.

## Características fonológicas y morfológicas
- Pérdida de consonantes /dʒ/ y дз /dz/ /ʒ/ y /z/ se pronuncian: жам en lugar de джам ('cristal')
- Desaparición de /t/ del grupo consonante /str/: сесра contra búlgaro formal сестра ('hermana')
- Pronombre personal нега en lugar del búlgaro formal него ('él') y хми en lugar de им
- Partículas de futuro жъ, шъ, зъ en el subdialecto del norte y ке en el del sur contra el búlgaro formal ще

Para otras características diferenciales típicas de todos los dialectos Rup, véase dialectos Rup.